# Reuven Rivlin
Reuvén «Rubi» Rivlin (en hebreo: רְאוּבֵן רִיבְלִין‎; Jerusalén, 9 de septiembre de 1939) es un abogado y político israelí, que ejerció como presidente de Israel desde el 24 de julio de 2014 hasta el 7 de julio de 2021. Forma parte del partido político conservador Likud.

## Biografía
Reuven Rivlin nació en Jerusalén en el año 1939. Desde muy joven ha estado identificado con el movimiento juvenil Beitar y con la ideología de Zeev Jabotinsky, representados por el partido político Likud. Licenciándose en derecho por la Universidad Hebrea de Jerusalén, comenzó posteriormente una carrera profesional como abogado. Es descendiente de Vilna Gaon y miembro de la familia Rivlin.
Rivlin pertenece a una extensa familia que llegó a la Palestina otomana a principios del siglo XIX, y cuyos miembros ocupan, dos siglos después, varios estratos de las élites israelíes.
Amante del fútbol, fue presidente de la Asociación Deportiva Beitar de Jerusalén.

## Carrera política
Entró en la política en 1978 como concejal de Jerusalén, en 1988 es diputado del Likud en la Knesset, donde centró su actividad pública hasta 1993. Al Parlamento entró por primera vez en la decimosegunda legislatura (1988-1992) y con la única excepción del período comprendido entre 1992 y 1996, siendo diputado hasta el año 2014.
También ha ocupado el cargo de ministro de Comunicación (2001-2003) y, en dos ocasiones, el de presidente del poder legislativo (2003-2006 y 2009-2013), tribuna desde la que consolidó su imagen de demócrata a ultranza, en contraste con su fuerte ideología nacionalista. Durante sus dos mandatos como presidente del Parlamento, Rivlin se ganó muchos aliados pero también enemigos. Sobre todo porque no dudó en enfrentarse a la coalición de Netanyahu y al sector más nacionalista del Likud e Israel Beitenu.
En el 2007 fue candidato a la presidencia sin embargo se retiró en la primera ronda de votaciones debido al inminente triunfo de su rival Shimon Peres.

### Presidente de Israel
En el 2014 postula nuevamente a la presidencia. Aunque inicialmente aparecía como el principal candidato a suceder a Shimon Peres, la apuesta de Rivlin por la presidencia se complicó por la pulseada personal y amarga que mantiene con Netanyahu, cuyos denodados esfuerzos para buscar otro candidato fueron prolijamente contados por la prensa. Sólo en el último momento, cuando sus esfuerzos habían fracasado, Netanyahu ofreció a regañadientes su apoyo a Rivlin. Tras las elecciones presidenciales de Israel, ninguno de los cinco candidatos iniciales obtuvo la mayoría absoluta en la primera votación, en la que Rivlin, del partido Likud, terminó en primer lugar, con 44 votos, mientras que Sheetrit, del HaTnuha, obtuvo el apoyo de 31 de los 120 diputados de la Knesset.
En segunda vuelta Rivlin se impuso con 63 votos a su rival, el centrista Meir Sheetrit, quien recibió el apoyo de 53 de los 120 diputados del Parlamento.